# Adrianite (mineralogia)
L'adrianite (simbolo IMA: Adt) è un minerale della categoria dei nesosilicati estremamente raro del gruppo della wadalite con la composizione chimica semplificata Ca12(Al4Mg3Si7)O32Cl6 (composizione del minerale trovato nella sua località tipo) e Ca12(Mg10Si4)O32Cl6 (membro finale puro). 
L'adrianite si forma al di sotto dei 600 °C durante la conversione di melilite, perovskite e diopside in inclusioni ricche di calcio-alluminio (CAI) di meteoriti condritiche da fluidi ricchi di cloro.

## Etimologia e storia
Dall'inizio del XX secolo, era noto un alluminato di calcio cubico di composizione 5CaO·3Al2O3. Poiché gli alluminati di calcio sono composti importanti del clinker di cemento, da allora sono stati studiati intensamente.
La struttura di questo composto è stata chiarita nel 1936 da W. Büssem e A. Eitel presso la Società Kaiser Wilhelm per la ricerca sui silicati presso Dahlem. Nel corso della delucidazione della struttura, hanno corretto la composizione in 12CaO·7Al2O3.
La wadalite, un clorosilicato con la struttura di 12CaO·7Al2O3 determinata da Büssem ed Eitel, è stata scoperta nel 1993 da Tsukimura e collaboratori in uno xenolite skarn di un'andesite a Tadano vicino a Kōriyama nella prefettura di Fukushima, in Giappone. Diciassette anni dopo, nel 2010, la wadalite è stata rilevata per la prima volta in un meteorite.
Nello stesso anno, Mihajlovic e collaboratori hanno descritto una wadalite ricca di ferro da uno xenolite carbonato di tefrite di leucite, che viene estratto nella cava della società "A. Caspar" presso il vulcano Bellerberg vicino a Mayen, in Renania-Palatinato (Germania), e sono stati in grado di dimostrare che la sua composizione è variata anche mescolandola con un ipotetico analogo Mg-Si della wadalite.
Infine, nel 2014, il minerale adrianite, con la composizione idealizzata di questo analogo Mg-Si della wadalite, è stato rilevato nel meteorite Allende e riconosciuto dal CNMNC dell'Associazione Mineralogica Internazionale (IMA). Prende il nome dal mineralogista e cosmochimico Adrian J. Brearley dell'Università del New Mexico in riconoscimento dei suoi numerosi contributi alla mineralogia dei meteoriti.
La pubblicazione della descrizione dell'adrianite si è trascinata fino al 2018. L'adrianite fu quindi menzionata nella ridefinizione del gruppo della wadalite nel supergruppo della mayenite da parte di E.V. Galuskina e collaboratori, ma non fu più presa in considerazione.
Successivamente è uscita dal supergruppo della mayenite ed è entrata a far parte di un gruppo a sé, quello della wadalite.

## Classificazione
La 9ª edizione della sistematica minerale di Strunz, che è stata aggiornata l'ultima volta dall'Associazione Mineralogica Internazionale nel 2009, non elenca l'adrianite, così come non è presente nella classificazione dei minerali secondo Dana.
Il minerale è presente nell'edizione successiva alla nona di Strunz, proseguita dal database "mindat.org" e chiamata Classificazione Strunz-mindat, dove l'adrianite è nella classe "9. Silicati (germanati)" e nella sottoclasse "9.A Nesosilicati"; qui forma il sistema nº 9.AD in attesa di assegnazione di un gruppo.

## Chimica
L'elemento terminale di adrianite pura ha la composizione {\displaystyle \mathrm {^{[X]}Ca_{12}\,^{[T]}(Mg_{10}^{2+}Si_{4}^{4+})O_{32}\,^{[W]}Cl_{6}} } ed è l'analogo magnesio-silicio della wadalite {\displaystyle {\ce {(^{[X]}Ca_{12}\,^{[T]}(Al^{3+}_{10}Si_4)O_{32}\,^{[W]}Cl_6)}}}, con cui forma cristalli misti secondo la reazione di scambio:
- {\displaystyle {\ce {^{[T]}Mg^{2+}+ ^{[T]}Si^{4+}= 2^{[T]}Al^{3+}}}} (wadalite)

Qui {\displaystyle {\ce {[X], [T]}}} e {\displaystyle {\ce {[W]}}} sono le posizioni nella struttura mayenite.
La composizione della località tipo è:
- {\displaystyle \mathrm {^{[X]}(Ca_{11,69}Na_{0,21})\,^{[T]}(Al_{3,85}Mg_{2,88}Si_{7,23})O_{32}\,^{[W]}[Cl_{5,80}\Box _{0,20}]} }

Oltre alla formazione di cristalli misti con wadalite, che è responsabile dell'incorporazione dell'alluminio, solo un'altra sostituzione contribuisce a una riduzione del contenuto di cloro, che non è stata osservata finora per nessun altro minerale del gruppo superiore della mayenite:
- {\displaystyle {\ce {^{[X]}Ca^{2+}\,+\,^{[W]}Cl^{-}=\,^{[X]}Na^{+}\,+\,^{[W]}\Box }}}

## Abito cristallino
L'adrianite cristallizza con simmetria cubica nel gruppo spaziale I43d (gruppo nº 220) con 2 unità di formula per cella unitaria. Il cristallo misto naturale della località tipo ha il parametro reticolare a = 11.981 Å.
La struttura è quella della clormayenite. Il magnesio (Mg2+) e il silicio (Si4+) occupano le due posizioni {\displaystyle {\ce {Z}}} tetraedriche circondate da 4 ioni ossigeno. Ognuna di queste gabbie è occupata da due ioni calcio (Ca2+), che sono irregolarmente circondati da 6 ossigeni. Nel loro centro tra gli ioni calcio, le gabbie contengono uno ione cloro (Cl-). Come per tutti i minerali del gruppo wadalite, la posizione {\displaystyle {\ce {[W]}}} è idealmente completamente occupata.

## Origine e giacitura
L'adrianite è conosciuta solo dalla sua località tipo, il meteorite Allende, caduto l'8 febbraio 1969 non lontano dall'ufficio postale della città di Pueblito de Allende (stato di Chihuahua, Messico). L'adrianite non è un componente primario di questa condrite, ma si è formata durante la conversione di melilite, perovskite e diopside in inclusioni ricche di calcio-alluminio (CAI) da parte di fluidi ricchi di cloro. La sua formazione avviene dopo 3–4·109 anni dopo la formazione delle CAI a temperature inferiori a 600 °C, ad esempio attraverso la reazione:
{\displaystyle \mathrm {3\,melilite+Al,Ti-diopside+Cl_{(aq)}+6,12H_{2}O_{(l)}=0,17\,adrianite+hutcheonite+1,5\,monticellite+0,88\,grossularia+0,5\,kushiroite+1,39Ca_{(aq)}+0,05Al_{(aq)}+0,04SiO_{2(aq)}+6,12H_{2(g)}} }
L'adrianite si trova solo nelle aree trasformate delle inclusioni ricche di calcio-alluminio. Lì si può trovare a diretto contatto con melilite, grossularia e monticellite. Altri minerali complementari includono i minerali primari anortite, wollastonite, Al,Ti-diopside, perovskite, spinello, forsterite e celsiana, così come i minerali secondari hutcheonite, kushiroite e wadalite.

## Forma in cui si presenta in natura
L'adrianite sviluppa solo cristalli molto piccoli di pochi micrometri di dimensione. A causa della piccola granulometria, non è stato possibile determinare molte proprietà.